# کال‌امپ
کال‌امپ (انگلیسی: CalAmp) شرکت نرم‌افزار آمریکایی است، که در سال ۱۹۸۱ تأسیس شد.